# ヴァイオリン協奏曲ハ長調 (ベートーヴェン)
ヴァイオリン協奏曲 ハ長調（ヴァイオリンきょうそうきょく ハちょうちょう）WoO5 は、ルートヴィヒ・ヴァン・ベートーヴェンが1790年から1792年にかけて作曲したヴァイオリン協奏曲。

## 概要
ベートーヴェンによる第1楽章の手稿譜259小節分のみが現存しており、ウィーンの楽友協会で保管されている。この断片が一度完成をみた楽章もしくは協奏曲全体の一部であって残りが散逸してしまったのか、あるいは楽章は未完のままであったのかについては、広範な議論が行われている。1870年に再発見されて以来、何度も他人の手によって「完成」が試みられて出版されている。ヨーゼフ・ヘルメスベルガー1世、フアン・マネン、アウグスト・ウィルヘルミらが挑戦しているが、作品の扱い方については厳しい批判が行われることも多い。本作の初となる学術版は1961年にヴィリー・ヘスによって発表されている。
編成はヴァイオリン独奏、フルート、オーボエ2、ファゴット2、ホルン2、弦楽合奏。